# Grand Prix-wegrace van Duitsland 1963
De Grand Prix-wegrace van Duitsland 1963 was de tweede Grand Prix van het wereldkampioenschap wegrace in het seizoen 1963. De races werden verreden op 26 mei op de Hockenheimring nabij Hockenheim. De 50cc-klasse, de 125cc-klasse, de 250cc-klasse, de 350cc-klasse en de zijspanklasse kwamen aan de start. Voor de 350cc-klasse was het de opening van het seizoen.

## Algemeen
Het was de laatste keer dat de Hockenheimring in zijn oorspronkelijke vorm werd gebruikt. Door de aanleg van Bundesautobahn 6 werd de zuidwestelijke punt feitelijk "afgeknipt".

## 350cc-klasse
Enkele dagen voor de seizoensopening raakte Scuderia Duke-coureur Derek Minter zwaargewond bij een ongeluk op Brands Hatch. Teammanager Geoff Duke verving hem door Phil Read. Eerste rijder John Hartle viel in Duitsland uit, maar Read werd derde achter Jim Redman (Honda) en Remo Venturi (Bianchi). De punten werden verdeeld over motorfietsen van zes verschillende merken.
| Pos | Coureur         | Merk        | Tijd | Pnt |
| --- | --------------- | ----------- | ---- | --- |
| 1   | Jim Redman      | Honda       |      | 8   |
| 2   | Remo Venturi    | Bianchi     |      | 6   |
| 3   | Phil Read       | Duke-Gilera |      | 4   |
| 4   | Gustav Havel    | Jawa        |      | 3   |
| 5   | Gilberto Milani | Aermacchi   |      | 2   |
| 6   | Fred Stevens    | Norton      |      | 1   |

| Coureur     | Merk        | Oorzaak |
| ----------- | ----------- | ------- |
| John Hartle | Duke-Gilera |         |

| Coureur      | Merk        | Oorzaak  |
| ------------ | ----------- | -------- |
| Derek Minter | Duke-Gilera | Blessure |

| Coureur              | Merk      |
| -------------------- | --------- |
| Jack Ahearn          | Norton    |
| Mike Duff            | AJS       |
| Luigi Taveri         | Honda     |
| František Šťastný    | Jawa      |
| Pavel Slavíček       | Jawa      |
| Veikko Sulasaari     | Norton    |
| Alan Shepherd        | AJS       |
| Dan Shorey           | AJS       |
| Len Ireland          | Norton    |
| Mike Hailwood        | MV Agusta |
| Syd Mizen            | AJS       |
| Tommy Robb           | Honda     |
| Sven-Olof Gunnarsson | Norton    |
| Nikolaj Sevast'ânov  | CKEB      |

### Top zes tussenstand 350cc-klasse
Conform wedstrijduitslag

## 250cc-klasse
Opnieuw verraste Tarquinio Provini met zijn eencilinder Moto Morini 250 Bialbero. Hij reed de Honda-coureurs Tommy Robb en Jim Redman op grote achterstand.
| Pos | Coureur           | Merk    | Tijd      | Pnt |
| --- | ----------------- | ------- | --------- | --- |
| 1   | Tarquinio Provini | Morini  | 49"33'8   | 8   |
| 2   | Tommy Robb        | Honda   | + 44'7    | 6   |
| 3   | Jim Redman        | Honda   | + 1"09'0  | 4   |
| 4   | Silvio Grassetti  | Benelli | + 2"39'2  | 3   |
| 5   | Alan Shepherd     | MZ      |           | 2   |
| 6   | Stanislav Malina  | ČZ      | + 1 ronde | 1   |
| 7   | László Szabó      | MZ      |           |     |

| Coureur          | Merk    | Oorzaak    |
| ---------------- | ------- | ---------- |
| Ivan Schumann    | NSU     | [ 2 ]      |
| Raúl Kissling    | NSU     | [ 2 ]      |
| Phil Read        | Yamaha  | Teambeleid |
| Umberto Masetti  | Morini  | [ 2 ]      |
| Fumio Ito        | Yamaha  | Teambeleid |
| Hiroshi Hasegawa | Yamaha  | Teambeleid |
| Yoshikazu Sunako | Yamaha  | Teambeleid |
| Carlos Marfetan  | Parilla | [ 2 ]      |

| Coureur             | Merk              |
| ------------------- | ----------------- |
| Jack Findlay        | Mondial           |
| Luigi Taveri        | Honda             |
| Bill Smith          | Honda             |
| Chris Anderson      | Aermacchi         |
| John Kidson         | Cotton-Moto Guzzi |
| Mike Hailwood       | MZ                |
| Gilberto Milani     | Aermacchi         |
| Isamu Kasuya        | Honda             |
| Kunimitsu Takahashi | Honda             |
| Cas Swart           | Honda             |

### Top negen tussenstand 250cc-klasse
Negen coureurs hadden punten gescoord.
| Pos | Coureur             | Merk      | Pnt |
| --- | ------------------- | --------- | --- |
| 1   | Tarquinio Provini   | Morini    | 16  |
| 2   | Jim Redman          | Honda     | 10  |
| 2   | Tommy Robb          | Honda     | 10  |
| 4   | Silvio Grassetti    | Benelli   | 3   |
| 4   | Kunimitsu Takahashi | Honda     | 3   |
| 6   | Alan Shepherd       | MZ        | 2   |
| 6   | Luigi Taveri        | Honda     | 2   |
| 8   | Stanislav Malina    | CZ        | 1   |
| 8   | Gilberto Milani     | Aermacchi | 1   |

## 125cc-klasse
Na de tegenvallende 125cc-race in de GP van Spanje ging het nu heel goed met de Suzuki RT 63's: Ernst Degner won voor teamgenoot Hugh Anderson. Luigi Taveri, die in Spanje nog gewonnen had, werd nu slechts vierde achter László Szabó met de MZ RE 125.
| Pos | Coureur             | Merk    | Tijd      | Pnt |
| --- | ------------------- | ------- | --------- | --- |
| 1   | Ernst Degner        | Suzuki  | 40"52'6   | 8   |
| 2   | Hugh Anderson       | Suzuki  | + 48'8    | 6   |
| 3   | László Szabó        | MZ      | + 1"08'1  | 4   |
| 4   | Luigi Taveri        | Honda   | + 1"09'3  | 3   |
| 5   | Kunimitsu Takahashi | Honda   | + 2"02'0  | 2   |
| 6   | Alan Shepherd       | MZ      | + 2"07'2  | 1   |
| 7   | Tommy Robb          | Honda   | + 2"17'0  |     |
| 8   | Francesco Villa     | Mondial | + 1 ronde |     |

| Coureur              | Merk    | Oorzaak |
| -------------------- | ------- | ------- |
| Alberto Gómez        | Zanella | [ 2 ]   |
| Aldo Caldarella      | Bultaco | [ 2 ]   |
| Héctor Pochettino    | Bultaco | [ 2 ]   |
| Horacio Maffia       | Ducati  | [ 2 ]   |
| Juan Carlos Salatino | Zanella | [ 2 ]   |

| Coureur              | Merk    |
| -------------------- | ------- |
| Bert Schneider       | Suzuki  |
| Frank Perris         | Suzuki  |
| Mike Duff            | Bultaco |
| Stanislav Malina     | CZ      |
| Werner Musiol        | MZ      |
| Francisco González   | Bultaco |
| Jean-Pierre Beltoise | Bultaco |
| Gary Dickinson       | Honda   |
| Peter Inchley        | EMC     |
| John Grace           | Bultaco |
| Giuseppe Visenzi     | Honda   |
| Mitsuo Itoh          | Suzuki  |
| Jim Redman           | Honda   |

### Top tien tussenstand 125cc-klasse
| Pos | Coureur             | Merk    | Pnt |
| --- | ------------------- | ------- | --- |
| 1   | Luigi Taveri        | Honda   | 11  |
| 2   | Ernst Degner        | Suzuki  | 8   |
| 3   | Hugh Anderson       | Suzuki  | 6   |
| 3   | Jim Redman          | Honda   | 6   |
| 5   | László Szabó        | MZ      | 4   |
| 6   | Peter Inchley       | EMC     | 3   |
| 7   | Francisco González  | Bultaco | 2   |
| 7   | Kunimitsu Takahashi | Honda   | 2   |
| 9   | Mike Duff           | Bultaco | 1   |
| 9   | Alan Shepherd       | MZ      | 1   |

## 50cc-klasse
Hans Georg Anscheidt had de GP van Spanje nog gewonnen, maar nu werd hij vierde achter de Suzuki RM 63's van Hugh Anderson, Isao Morishita en Ernst Degner. Ook de overige punten gingen naar Suzuki.
| Pos | Coureur              | Merk     | Tijd | Pnt |
| --- | -------------------- | -------- | ---- | --- |
| 1   | Hugh Anderson        | Suzuki   |      | 8   |
| 2   | Isao Morishita       | Suzuki   |      | 6   |
| 3   | Ernst Degner         | Suzuki   |      | 4   |
| 4   | Hans Georg Anscheidt | Kreidler |      | 3   |
| 5   | Mitsuo Itoh          | Suzuki   |      | 2   |
| 6   | Michio Ichino        | Suzuki   |      | 1   |

| Coureur            | Merk     | Oorzaak    |
| ------------------ | -------- | ---------- |
| Karaber Samardjian | Suzuki   | [ 2 ]      |
| Raúl Kissling      | Kreidler | [ 2 ]      |
| Luigi Taveri       | Honda    | Teambeleid |
| Sadao Shimazaki    | Honda    | Teambeleid |
| Gastón Biscia      | Suzuki   | [ 2 ]      |

| Coureur              | Merk     |
| -------------------- | -------- |
| José Maria Busquets  | Derbi    |
| Juan García          | Ducson   |
| Matti Salonen        | Prykija  |
| Jean-Pierre Beltoise | Kreidler |
| Ian Plumridge        | Honda    |
| Alberto Pagani       | Kreidler |
| Shunkishi Masuda     | Suzuki   |

### Top negen tussenstand 50cc-klasse
Negen coureurs hadden punten gescoord.
| Pos | Coureur              | Merk     | Pnt |
| --- | -------------------- | -------- | --- |
| 1   | Hugh Anderson        | Suzuki   | 14  |
| 2   | Hans Georg Anscheidt | Kreidler | 11  |
| 3   | Isao Morishita       | Suzuki   | 9   |
| 4   | José Maria Busquets  | Derbi    | 4   |
| 4   | Ernst Degner         | Suzuki   | 4   |
| 6   | Mitsuo Itoh          | Suzuki   | 2   |
| 6   | Alberto Pagani       | Kreidler | 2   |
| 8   | César Gracia         | Ducson   | 1   |
| 8   | Michio Ichino        | Suzuki   | 1   |

## Zijspanklasse
Florian Camathias scoorde zijn eerste overwinning met de "Fath Camathias Special", in wezen nog steeds een BMW, opgebouwd en getuned door Helmut Fath. Max Deubel werd tweede en behield de leiding in het wereldkampioenschap. Georg Auerbacher werd derde.
| Pos | Coureur           | Bakkenist           | Merk | Tijd | Pnt |
| --- | ----------------- | ------------------- | ---- | ---- | --- |
| 1   | Florian Camathias | Alfred Herzig       | FCS  |      | 8   |
| 2   | Max Deubel        | Emil Hörner         | BMW  |      | 6   |
| 3   | Georg Auerbacher  | Beno Heim           | BMW  |      | 4   |
| 4   | Arsenius Butscher | Alfred Leissing     | BMW  |      | 3   |
| 5   | Ferdinand Breu    | Hans Gösch          | BMW  |      | 2   |
| 6   | Claude Lambert    | Gottfried Rüfenacht | BMW  |      | 1   |

| Coureur       | Bakkenist      | Merk      |
| ------------- | -------------- | --------- |
| Otto Kölle    | Dieter Hess    | BMW       |
| Alan Birch    | Peter Birch    | BMW       |
| Chris Vincent | Keith Scott    | BSA       |
| Colin Seeley  | Wally Rawlings | Matchless |
| Jackie Beeton | Eddie Bulgin   | BMW       |

### Top negen tussenstand zijspanklasse
Negen combinaties hadden punten gescoord.
| Pos | Coureur           | Bakkenist           | Merk      | Pnt |
| --- | ----------------- | ------------------- | --------- | --- |
| 1   | Max Deubel        | Emil Hörner         | BMW       | 14  |
| 2   | Florian Camathias | Alfred Herzig       | FCS       | 12  |
| 3   | Georg Auerbacher  | Beno Heim           | BMW       | 6   |
| 3   | Otto Kölle        | Dieter Hess         | BMW       | 6   |
| 5   | Alan Birch        | Peter Birch         | BMW       | 3   |
| 5   | Arsenius Butscher | Alfred Leissing     | BMW       | 3   |
| 7   | Ferdinand Breu    | Hans Gösch          | BMW       | 2   |
| 8   | Claude Lambert    | Gottfried Rüfenacht | BMW       | 1   |
| 8   | Colin Seeley      | Wally Rawlings      | Matchless | 1   |

1925 · 1926 · 1927 · 1928 · 1929 · 1930 · 1931 · 1933 · 1934 · 1935 · 1936 · 1937 · 1938 · 1939 · 1949 · 1950 · 1951 · 1952 · 1953 · 1954 · 1955 · 1956 · 1957 · 1958 · 1959 · 1960 · 1961 · 1962 · 1963 · 1964 · 1965 · 1966 · 1967 · 1968 · 1969 · 1970 · 1971 · 1972 · 1973 · 1974 · 1975 · 1976 · 1977 · 1978 · 1979 · 1980 · 1981 · 1982 · 1983 · 1984 · 1985 · 1986 · 1987 · 1988 · 1989 · 1990 · 1991 · 1992 · 1993 · 1994 · 1995 · 1996 · 1997 · 1998 · 1999 · 2000 · 2001 · 2002 · 2003 · 2004 · 2005 · 2006 · 2007 · 2008 · 2009 · 2010 · 2011 · 2012 · 2013 · 2014 · 2015 · 2016 · 2017 · 2018 · 2019 · 2021 · 2022 · 2023 · 2024 · 2025